# San Juan Tianguismanalco
San Juan Tianguismanalco är en kommunhuvudort i Mexiko.   Den ligger i kommunen Tianguismanalco och delstaten Puebla, i den sydöstra delen av landet, 90 km sydost om huvudstaden Mexico City. San Juan Tianguismanalco ligger 2 165 meter över havet och antalet invånare är 5 310.
Terrängen runt San Juan Tianguismanalco är kuperad åt sydväst, men åt nordost är den platt. Runt San Juan Tianguismanalco är det tätbefolkat, med 476 invånare per kvadratkilometer. Närmaste större samhälle är Atlixco, 7,7 km söder om San Juan Tianguismanalco. Omgivningarna runt San Juan Tianguismanalco är en mosaik av jordbruksmark och naturlig växtlighet.